# Gheișă

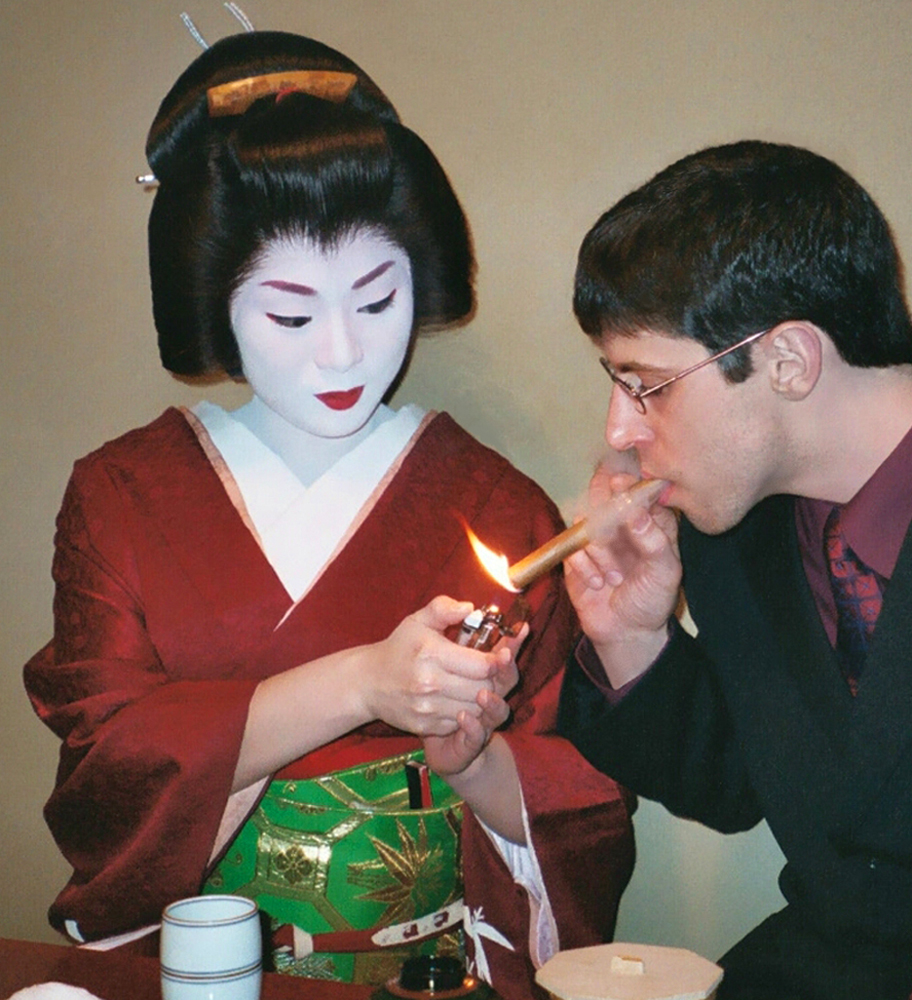
Gheișă

Gheișa (芸者 geisha, însemnând „artist/ă” sau „persoană a artelor”; numită uneori și geiko 芸子,  maiko 舞子 sau geigi 芸妓) este  o damă de companie care în același timp este și dansatoare și interpretă de artă tradițională japoneză.
Gheișele erau foarte cunoscute în secolul al XVIII-lea și în secolul al XIX-lea; ele mai există și astăzi, cu toate că numărul lor este în permanentă scădere.
La început cei care jucau acest rol se numeau taikomochi sau hōkan și erau bărbați. Abia în secolul XVII rolul a fost numit "onna geisha" (女芸者, „gheișa feminin“) și a fost preluat de femei. Perioada geisha a cunoscut o înflorire în secolele XVIII și XIX. După Restaurația Meiji (1868) rolul lor s-a schimbat. În majoritatea orașelor mari existau hanamachi („cartierele florilor“) unde exitau prostituate (geisha). În prezent în Japonia există numai câteva hanamachi, ca de exemplu în Kyōto, care este centrul culturii gheișa.
Prima gheișă albă a fost o australiană care a debutat în decembrie 2007 sub numele Sayuki.

## Termeni
Gheișă este cel mai familiar termen al vorbitorilor limbilor europene și de asemenea cel mai folosit de japonezi. Ca toate substantivele japoneze, nu există distincție între varianta de singular și de plural a termenului.
În regiunea Kansai termenii geiko (芸妓), pentru gheișă și maiko (舞妓), pentru gheișă ucenică, au fost folosiți încă de la Restaurația Meiji.

Există și așa-numitele onsen geisha (gheișă de băi, onsen însemnând băi termale) care sunt de fapt prostituate, neavând nici pregătirea artistică și nici nivelul de rafinament al unei gheișe adevărate. În plus, în timpul ocupației americane a Japoniei după ce de-al Doilea Război Mondial, unele femei tinere, din cauza sărăciei, pretindeau că sunt gheișe și ofereau favoruri sexuale militarilor americani. Aceste două elemente au făcut să se răspândească opinia total greșită că gheișele ar fi prostituate.

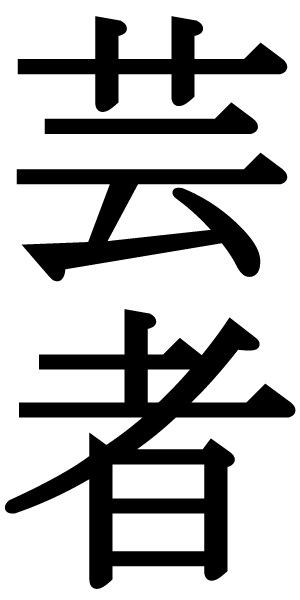
Caracterele japoneze pentru gheișă, "persoană a artelor".

## Istorie și evoluție
Gheișele au apărut în istorie ca artiști de profesie; la început mulți din acești artiști nu erau femei, ci bărbați. În timp ce diferite tipuri de curtezani puneau accent pe plăcerile sexuale, gheișele se specializau pe artele tradiționale japoneze, muzică, dans, ceremonia ceaiului, conversații cu bărbații pe care îi întrețineau. Pe măsură ce îndemânarea artistică a curtezanilor de rang înalt era în declin, cererea de artiști-gheișă (bărbați sau femei) era în creștere.
Gheișele-bărbați, cunoscuți uneori sub numele "hōkan", au început să decadă la rândul lor la sfârșitului secolului al XVIII-lea. În anul 1800 gheișele-femei (numite atunci "onna geisha", adică "femeie gheișă") i-au depășit ca număr pe gheișele-bărbați, raportul fiind de trei la unu. Termenul "gheișă" a ajuns treptat să însemne doar femeie artistă, așa cum înseamnă și astăzi. 

## Etape de formare
Conform tradiției, gheișele își începeau instruirea la o vârstă foarte fragedă. Unele fete erau vândute la casele de gheișe ("okiya") copii fiind, și începeau aproape imediat studiul în diferite arte tradiționale.
În timpul copilăriei, viitoarele gheișe lucrau adeseori ca servitoare sau asistente ale unei gheișe experimentate din okiya, pentru ca după o vreme să devină ucenice (maiko). Prima etapă, cea de servitoare, se numește shikomi (sau shikomiko sau shitajiko). În această perioadă, viitoarea gheișă era însărcinată cu diferite treburi: curățenia casei, primirea unor comisioane, etc. Totodată, fata trebuia să meargă și la școală pentru a se instrui.
Trecerea de la shikomi la următoarea etapă, minarai, se face printr-un ritual numit misedashi. Ritualul misedashi reprezintă debutul oricărei gheișe și de obicei este urmat de o mică petrecere. Fata va deveni acum gheișă ucenică și este legată de o "soră mai mare" ("onēsan"), adică o gheișă experimentată care îi va deveni mentor și care o va prezenta tuturor clienților ei, print-o ceremonie numită san san kudo (ambele beau sake de trei ori din trei cupe diferite).
În etapa minarai, gheișa ucenică o va urma pe "sora ei mai mare", la toate casele de ceai și la toate localurile unde aceasta frecventează, pentru a observa ceea ce va trebui să facă pe viitor. După misedashi, ea este membră a comunității de gheișe, dar nu este pregătită îndeajuns pentru a începe să întrețină clienți.
Uneori în timpul uceniciei, este de așteptat ca maiko să treacă prin ritualul "mizuage". Acest lucru înseamnă tăierea simbolică a unei părți a cocului. Odată aceasta însemna și că virginitatea fetei era licitată și vândută unui client, dar acum legea japoneză interzice acest lucru. După mizuage, sau uneori după vârsta de 18 ani, coafura gheișei este schimbată pentru a dovedi tuturor că fata a devenit acum o femeie matură. Un alt rit de confirmare a maturității este erikae, ce are mai mult o valoare simbolică. Gulerul chimonoului gheișei, care până atunci era roșu este acum schimbat cu unul alb, pentru a arăta că gheișa nu mai este maiko, ci a devenit geiko.
San san kudo este totodată și ritualul prin care gheișa este legată de un bărbat, ce va fi numit "danna". "Danna" devine patronul gheișei și este obligat să o suporte financiar în schimbul unei relații de lungă durată cu ea.
Când o gheișă se retrage din viața publică organizează o ceremonie: hiki-iwai. Această ceremonie poate avea diverse semnificații: gheișa poate ieși pur și simplu din comunitatea de gheișe, se poate retrage din cauza vârstei înaintate, se poate căsători sau poate deveni Okami-san. Okami-san înseamnă retragerea gheișei, dar în urma căreia ea devine stăpâna unei okiya.

## Înfățișare
Înfățișarea unei gheișe variază de-a lungul carierei, de la culorile vii ale unei gheișe ucenice, la înfățișarea sobră a unei gheișe experimentate.

### Cosmetice
Gheisele folosesc foarte multă pudră albă și au obiceiul să iși contureze buzele cu roșu, iar ochii sunt accentuați cu negru și roșu.

### Îmbrăcăminte
Gheișele poartă kimono. Gheișele-ucenice au kimonouri viu și divers colorate cu un obi (eșarfă care se leagă în jurul brâului) extravagant. Gheișele mai experimentate poartă kimonouri cu stiluri, modele și culori mai sobre. Se spune că o gheișă niciodată nu este văzută cu un kimono mai mult de o dată în timp ce produce divertisment. Kimonourile gheișelor sunt decoltate la spate, pentru că în lumea japoneză, ceafa și gâtul sunt folosite în ritualul seducției bărbaților.
Culorile și modelele kimonoului sunt, de asemenea, în funcție de anotimp și de evenimentul la care participă. Iarna, de exemplu, gheișa poate fi văzută purtând peste kimono un palton de lungimea trei-sferturi căptușit cu mătase pictată de mână. kimonourile căptușite sunt purtate în timpul anotimpurilor mai friguoase, iar cele necăptușite în timpul verii. Un kimono poate necesita de la doi la trei ani pentru a fi creat, pictat și brodat.
Gheișele se încalță cu sandale cu talpa foarte înaltă, zori, când merg afară, și poartă doar tabi (șosete albe) înăuntru. Când vremea este ploiasă gheișele se încalță cu niște saboți de lemn, numiți geta. Gheișele ucenice au niște saboți speciali din lemn negru lăcuit, okobo (sau pokkuri).

### Coafură
Coafurile gheișelor au variat de-a lungul istoriei. În trecut, femeile iși purtau părul pe umeri în unele perioade, și prins desupra capului în altele. În secolul al XVII-lea a aparut tradiționala shimada, un fel de coc elaborat, purtat de gheișele consacrate.
Există 4 feluri importante de shimada:
- taka shimada, un coc purtat de obicei de către gheișele tinere, necăsătorite;
- tsubushi shimada, un coc mai turtit, purtat în general de către femeile mai în vârstă;
- uiwata, un coc care este legat sus cu o fâșie de crep de bumbac colorat;
- un stil care seamnănă oarecum cu o piersică tăiată în două, purtată numai de maiko.

Coafurile sunt decorate cu piepteni și agrafe numite (kanzashi). În secolul al XVII-lea, și imediat după Restaurația Meiji, pieptenii erau largi și bătători la ochi, de obicei mai înfloriți pentru femeile de rang superior. În era modernă, pieptenii sunt mai mici și mai puțin bătători la ochi.
Gheișele erau învățate să doarmă cu gâtul pe niște mici suporturi ("takamakura") în loc de perne, astfel încât să își țină coafura în stare perfectă până a doua zi. Pentru a impune acest obicei, mentorii lor puneau orez în jurul suportului. Dacă capul gheișei aluneca de pe suport, în timp ce aceasta dormea, orezul se lipea de păr stricând coafura.
Multe gheișe moderne folosesc peruci în viața lor profesională.